# Čojluk (Jajce, BiH)
Čojluk je bivše samostalno naselje s područja današnje općine Jajce, Federacija BiH, BiH.

## Povijest
Za vrijeme socijalističke BiH ovo je naselje pripojeno naselju Drenov Do.